# Evaluación educativa en México
La evaluación de la educación en México que está a cargo del Instituto Nacional para la Evaluación de la Educación (México)Instituto Nacional para la Evaluación de la Educación, es una actividad, que se característica por el uso de procedimientos que incluye la aplicación de técnicas e instrumentos para obtener evidencias que permitan valorar el proceso de enseñanza y aprendizaje. Dentro de las técnicas de evaluación pueden clasificarse en cuatro categorías, observación, desempeño de los alumnos, análisis del desempeño e interrogativa. Para cada técnica existen diversos instrumentos de evaluación específicos (Los instrumentos para la obtención de evidencias son técnicas de recolección de datos, el Plan de Estudios (2011), considera los siguientes:
·        Rúbrica o matriz de verificación; se elabora a partir de los aprendizajes esperados y el producto final a calificar.
·        Lista de cotejo o control; evalúa la conducta o el cumplimiento con si o no, se apega a la evaluación sumativa y formativa.
·        Producciones escritas y gráficas; son los trabajos o productos finales que se obtiene a partir de un proyecto.
·        Esquemas y mapas conceptuales: organizadores gráficos o productos que evidencian el aprendizaje de los alumnos.
·        Portafolios de evidencias y carpetas de trabajo; evidencian en inicio y el proceso de aprendizaje de los alumnos a partir de trabajos finales seleccionados.  
·        Pruebas orales u escritas: son exámenes que evalúan los conocimientos retenidos, son funcionales para memorizar.)
En el documento La Evaluación Educativa en la Escuela, hecho por la Secretaría de Educación Pública y la Universidad Nacional Autónoma de México se abordan aspectos acordes con el principio pedagógico 1.7 “Evaluar para aprender” del Acuerdo 592 de la Reforma Educativa en México por el que se establece la articulación de la educación básica, así como las características de la evaluación, sus tipos y posibilidades para fortalecer y consolidar los aprendizajes; la necesidad de evidenciar la movilización de saberes y los desempeños de los alumnos en el aula y el papel del maestro; mismo que ofrece técnicas e instrumentos de evaluación congruentes con el enfoque formativo planteado.